# Trichoptya padanga
Trichoptya padanga är en fjärilsart som beskrevs av Swinhoe 1916. Trichoptya padanga ingår i släktet Trichoptya och familjen nattflyn. Inga underarter finns listade i Catalogue of Life.